# 어시스트 (농구)

어시스트(assist) 또는 도움은 농구에서 선수가 팀 동료에게 볼을 넘김으로써 팀 동료가 필드골에 의해 득점을 할 수 있게 하는 방식이다.
어시스트는 필드 골에 의한 점수로 직접 이어지는 방식으로 팀 동료에게 공을 패스하는 선수에게 귀속된다. 이는 그들이 바스켓에서 "어시스트"하고 있음을 의미한다. 수비 골 텐딩으로 인해 바구니가 주어질 때도 어시스트로 기록된다.
패서가 어시스트를 받을지 여부를 결정하는 데는 약간의 판단이 필요하다. 패스를 받은 선수가 짧은 거리 동안 공을 드리블한 후 골대를 만들어도 패서에게 어시스트가 기록될 수 있다. 그러나 어시스트의 원래 정의에는 이러한 상황이 포함되지 않았기 때문에 시대별 어시스트 통계를 비교하는 것은 복잡한 문제이다.
득점 직전의 패스만이 어시스트로 인정될 수 있으므로 아이스하키와 같은 다른 스포츠와 달리 필드 골당 하나 이상의 어시스트를 기록할 수 없다. 슛팅 파울과 자유투 득점으로 이어진 패스는 NBA에서는 어시스트로 간주되지 않지만 FIBA 플레이에서는 어시스트로 간주된다. (최소한 자유투가 한 번 이상 이루어진 자유투 세트당 하나의 어시스트만 부여됨)
포인트 가드는 그들의 역할이 주로 패서와 볼 핸들러의 역할이기 때문에 게임당 가장 많은 어시스트(apg)를 얻는 경향이 있다.
센터는 어시스트를 적게 받는 경향이 있지만 플로어 존재감과 코트 시야가 좋은 센터는 어시스트를 통해 팀을 압도할 수 있다. 키 안에 있기 때문에 센터는 득점 지역에서 "접시" 및 기타 짧은 패스를 위한 최적의 각도와 최적의 위치를 가지고 있는 경우가 많다. 현재 NBA 센터 니콜라 조키치(Nikola Jokić)는 어시스트와 플레이메이킹 부문에서 리그 선두를 달리고 있다. 센터 윌드 챔벌레인(Center Wilt Chamberlain)은 1968년 총 어시스트에서 NBA를 이끌었다. 전 NBA 센터인 하킴 올라주원(Hakeem Olajuwon)과 같이 내부 득점 능력을 갖춘 강력한 센터도 효과적인 어시스턴트가 될 수 있다.
NBA 단일 게임 어시스트 팀 기록은 1978년 12월 26일 밀워키 벅스가 보유한 53개이다. NBA 단일 게임 어시스트 개인 기록은 1990년 12월 30일 올랜도 매직의 스콧 스킬레스(Scott Skiles)가 보유한 30개이다.
대부분의 커리어 어시스트에 대한 NBA 기록은 15,806으로 존 스톡턴(John Stockton)이 보유하고 있다. 스톡턴은 또한 1989-1990 정규 시즌 동안 14.5로 게임당 NBA 단일 시즌 어시스트 기록을 보유하고 있다. NBA 역사상 게임당 평균 어시스트 최고 기록은 매직 존슨이 보유하고 있으며 게임당 11.2개의 어시스트를 기록하고 있다.